# Primadona

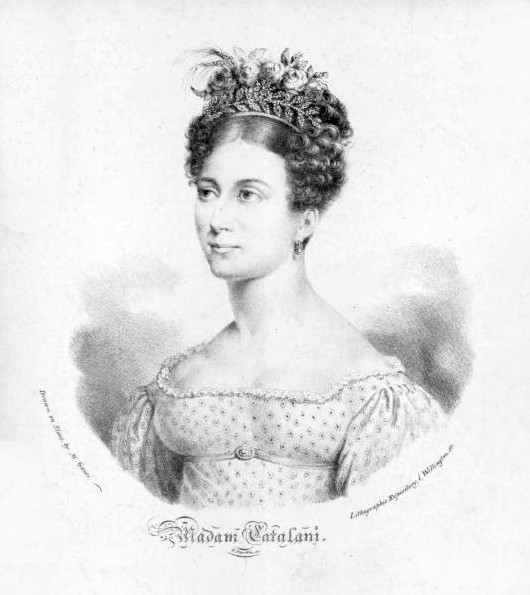
Operní primadona Angelica Catalani kolem roku 1810, litografie: Maxim Gauci

Primadona (někdy též primadonna, z italského: prima donna) je první dáma, první sólistka operního domu nebo operní společnosti. Jde zpravidla o sopranistky, často koloraturní, které ztvárňují hlavní ženské role v nejslavnějších dílech operního repertoáru.

## Vznik, rozsah a přenesený význam pojmu
Termín vznikl v 17. století v prostředí rané italské opery a později se rozšířil po celé Evropě. V 18. století se role primadony rozdělila; vedle titulu prima donna assoluta (neomezená, absolutní) začal být používán též titul prima donna altra, nebo jinak seconda donna (druhá dáma), která zpívala spíše vedlejší role. Význam termínu se postupně vyvíjel a od 19. století se jako primadony označovaly operní hvězdy s velkými pěveckými schopnostmi, vysokými ambicemi a mnohdy velmi reprezentativním nebo také výstředním vystupováním. 
Význam slova byl postupem doby přenesen mimo svět opery, do divadla, včetně činoherního, a filmu. V současnosti se užívá také v mírně pejorativním významu pro domýšlivé či svárlivé hvězdy i ve sportu a jinde. Všeobecně však záleží na kontextu, ve kterém je termín uveden.

## Slavné operní primadony

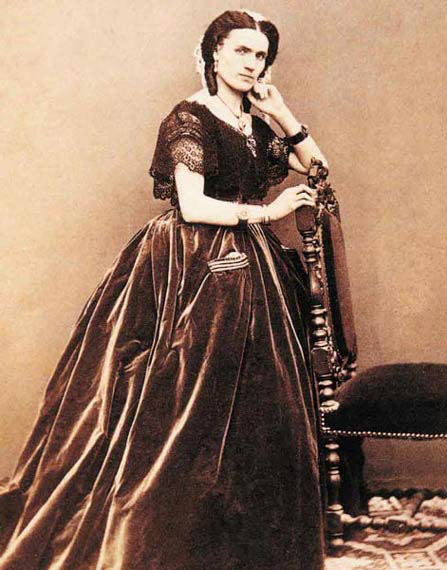
Tereza Stolzová

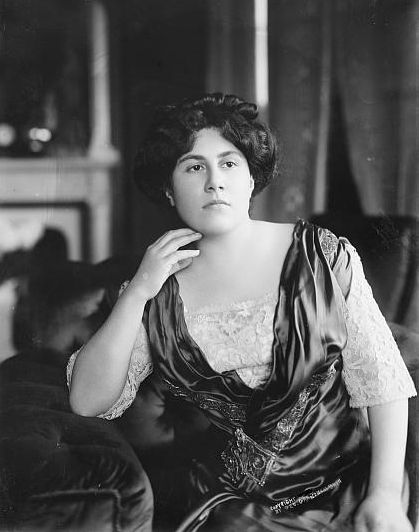
Ema Destinnová

V 18. století získaly italské operní pěvkyně Francesca Cuzzoni a Faustina Bordoni slávu jako „primadony“ nebo „divy“. V 19. století patřil tento atribut mnoha pěvkyním, jako byly další Italky Angelica Catalani a Giuditta Pasta, Švédka Jenny Lindová nebo Španělky Maria Malibranová a její sestra Pauline Viardot-García. Významnými pěvkyněmi byly pozdější manželka Giuseppe Verdiho Giuseppina Strepponi, Francouzka působící v Itálii Henriette Méric-Lalande a Italka Adelina Pattiová. 
Původem Češka Tereza Stolzová byla od roku 1869 blízkou Verdiho přítelkyní a zpívala hlavní role při několika světových premiérách jeho děl nebo jejich významných uvedeních. Byly to především opery Don Carlos (1865), Maškarní ples (1868), Síla osudu (1869) a Aida (evropská premiéra, Teatro alla Scala, 8. února 1872). Její poslední veřejné vystoupení bylo 30. června 1879 při dobročinném provedení Verdiho Messa da Requiem v Miláně.
V průběhu první poloviny 20. století patřily k všeobecně uctívaným operním primadonám české sopranistky Ema Destinnová, Maria Jeritza a Jarmila Novotná. Velkými celosvětově uznávanými hvězdami od poloviny 20. století byly Maria Callas, Renata Scottová, Renata Tebaldiová, Anna Moffo, Leontyne Price, Kiri Te Kanawaová, Mirella Freniová, Montserrat Caballé, Sylvia Gesztyová a Joan Sutherlandová.
Významné a ještě začátkem 21. století činné operní pěvkyně, primadony v pozitivním smyslu, jsou Edita Gruberová (již zemřelá), Renée Flemingová a Angela Gheorghiu. Na vrcholu své kariéry se v současnosti nacházejí Anna Netrebko, Cecilia Bartoli a Joyce DiDonato.
Z pěvkyň mladší generace mají podle kritiků velký potenciál ruské sopranistky Olga Pereťatko, Irina Lungu, Aida Garifullinová a Julija Ležněvová (významná koloraturní sopranistka) a Bulharka Sonja Jončeva. Dále také lotyšská mezzosopranistka Elīna Garanča a sopranistky Pretty Yende z Jižní Afriky, Valentina Nafornița z Moldavska a americko-kubánská sopranistka Lisette Oropesa. Tyto pěvkyně vystupují na významných operních scénách jako jsou newyorská Metropolitní opera, Vídeňská státní opera, Teatro alla Scala v Miláně a další.

## Primadonna assoluta
V 19. století patřilo několika pěvkyním označení „primadonna assoluta“ (absolutní primadona). Takovou velkou hvězdou byla mj. Italka narozená v Madridu, Adelina Pattiová. Tento atribut získala ve 20. století také Maria Callas, původem Řekyně.
V současné době je jako „primadonna assoluta“ označována ruská sopranistka Anna Netrebko; podle švýcarského listu Neue Zürcher Zeitung je Netrebko „jediná zbývající primadonna assoluta naší doby“.

## Galerie slavných pěvkyň

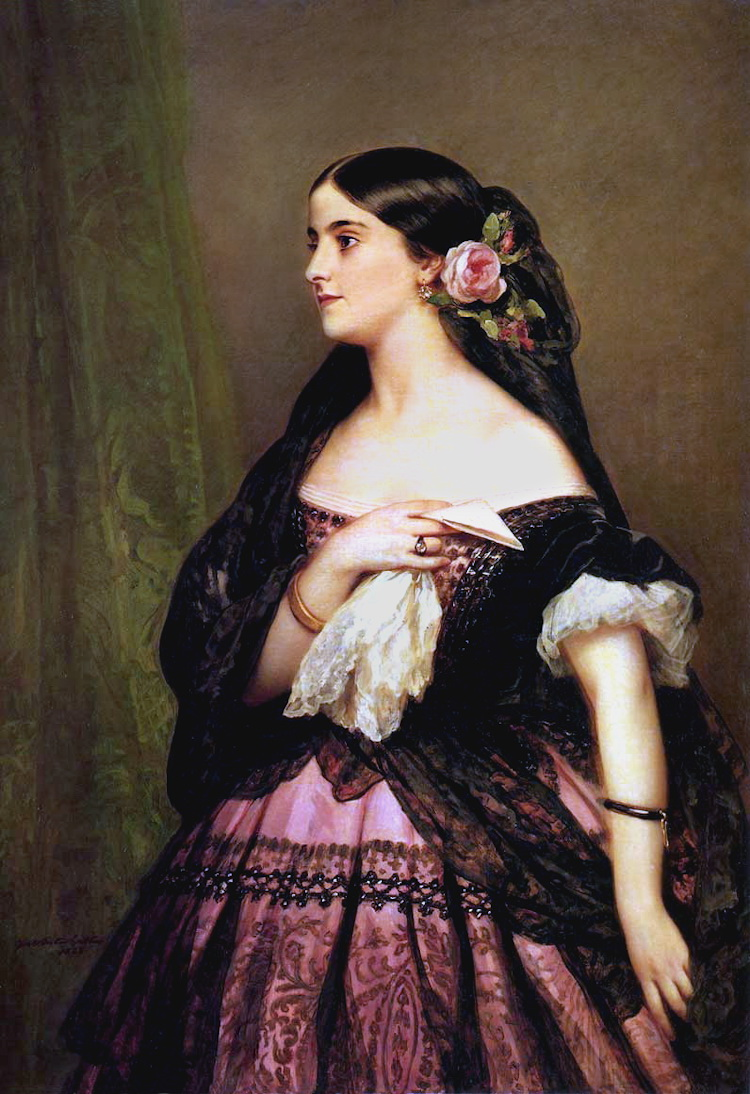
Adelina Pattiová v roce 1863
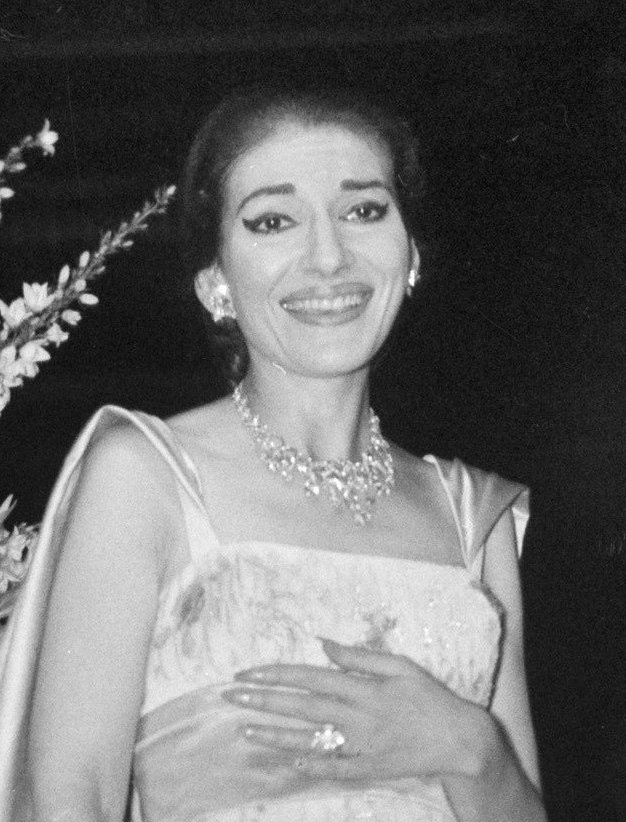
Maria Callas v Amsterdamu, 1959
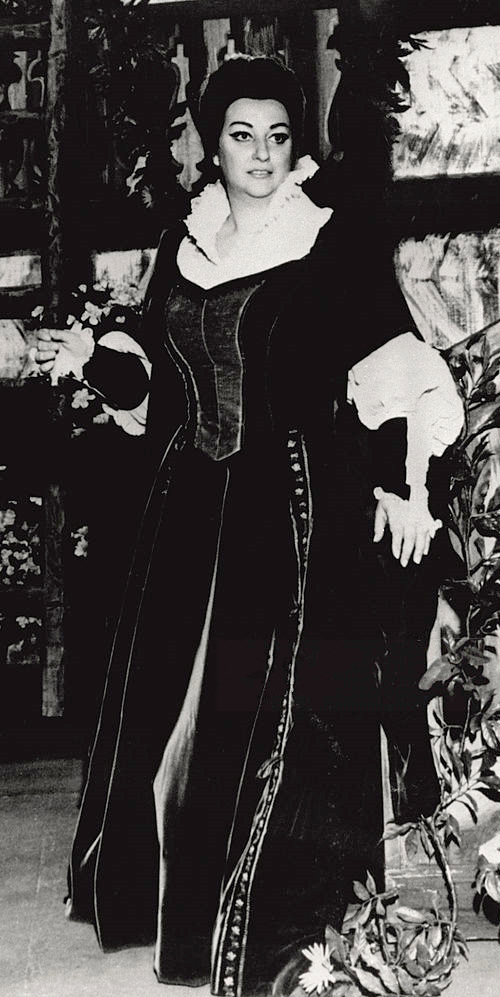
Montserrat Caballé 1969
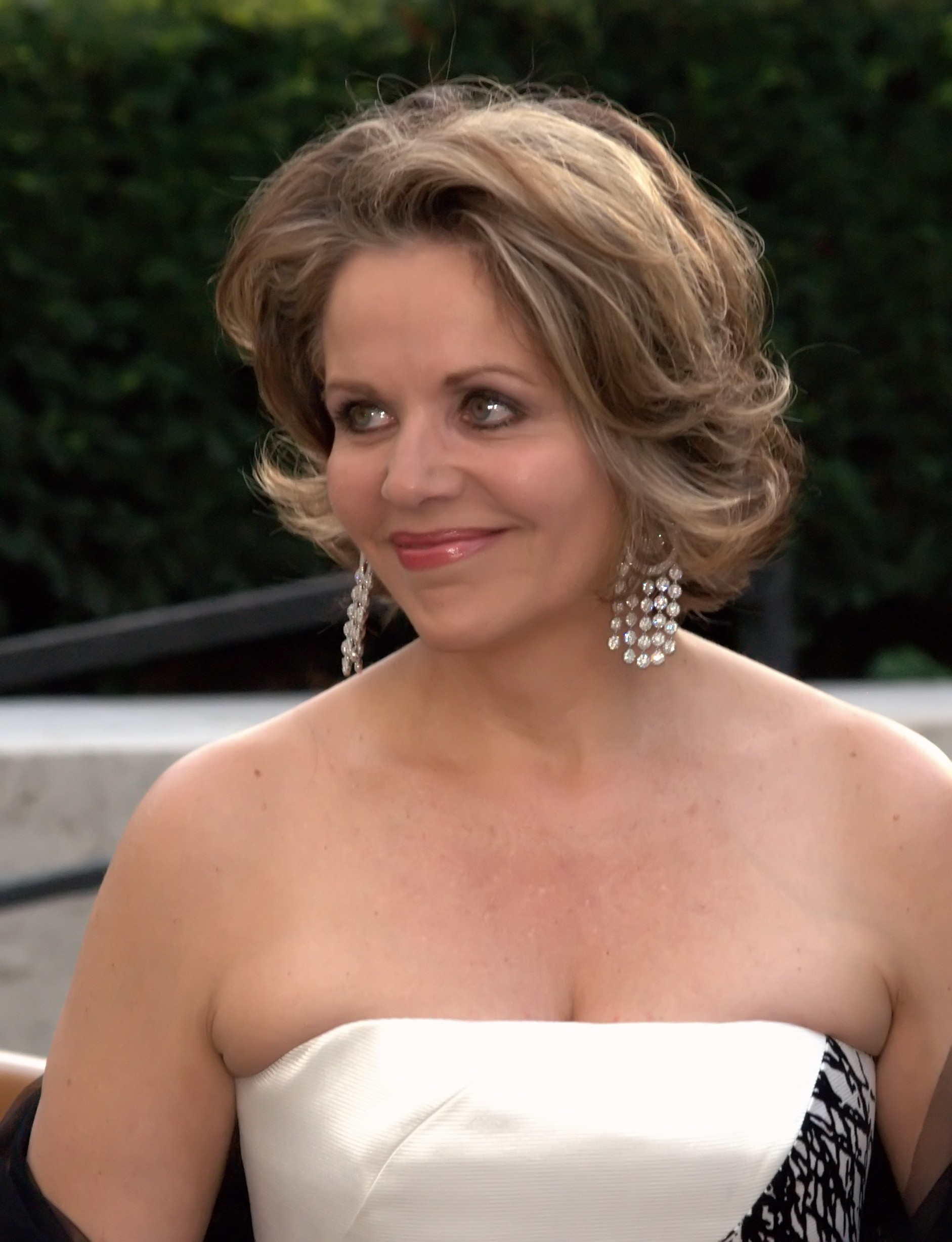
Renée Flemingová v Metropolitní opeře, 2009
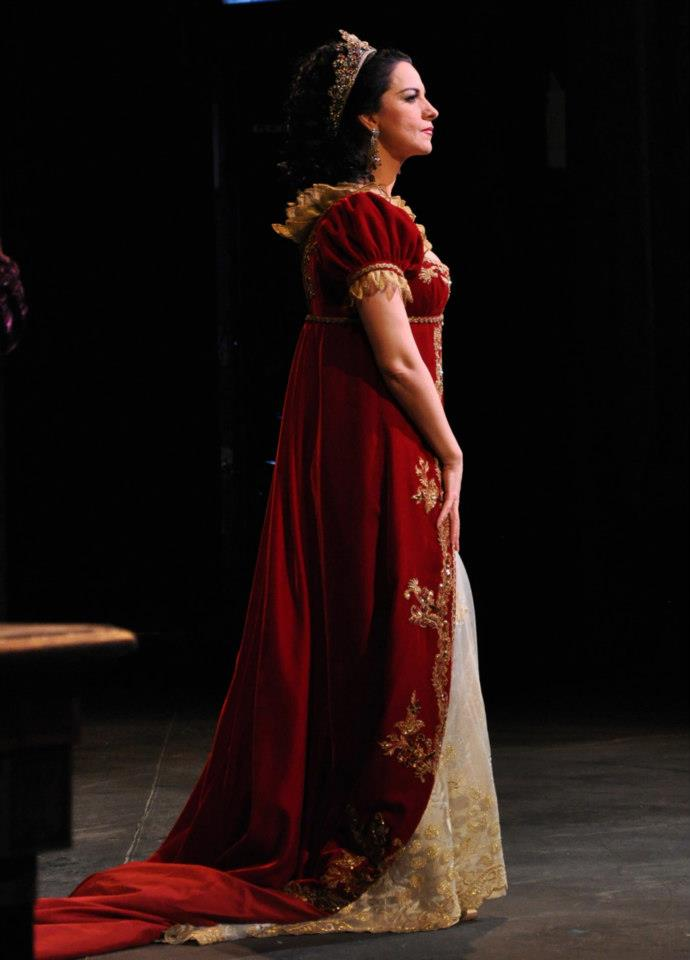
Angela Gheorghiu jako Floria Tosca v San Franciscu, 2012
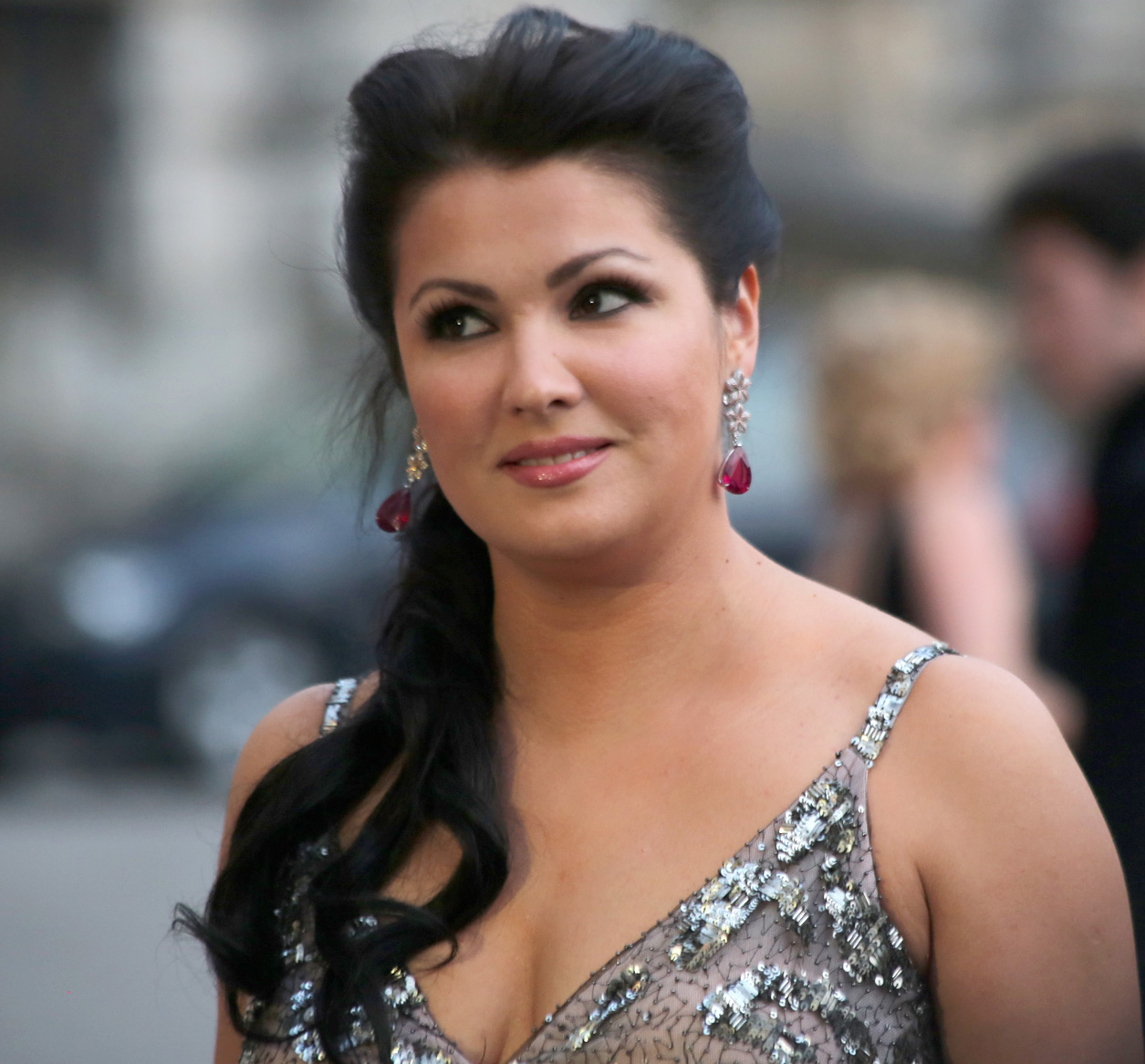
Anna Netrebko při udílení cen Romy, Hofburg, Vídeň 2013